# Servicio de Salud Militar de Sudáfrica
El Servicio de Salud Militar de Sudáfrica es una unidad médica militar, el Servicio de Salud Militar de Sudáfrica es la rama médica de la Fuerza de Defensa Nacional de Sudáfrica, es la responsable de las instalaciones médicas y de la capacitación y despliegue de todo el personal médico dentro de las fuerzas armadas sudafricanas.

## Introducción
Aunque la mayoría de los ejércitos nacionales integran sus estructuras médicas en sus ramas de servicio existentes, el Estado Mayor sudafricano considera que esta estructura es el método más eficiente para brindar asistencia sanitaria y atención médica al personal militar. El Servicio de Salud Militar, es un actor importante en el esfuerzo por controlar la expansión del VIH y el SIDA en las fuerzas armadas sudafricanas.

## Historia
El Sercicio de Salud Militar Sudafricano, fue establecido como una rama de servicio de la Fuerza de Defensa de Sudáfrica (FDS) el 1 de julio de 1979, con el fin de consolidar y fortalecer los servicios médicos del Ejército, la Armada, y la Fuerza Aérea de Sudáfrica. Tras el final de la Guerra de la Frontera de Sudáfrica, a principios de la década de 1990, el servicio médico implementó varias medidas de reducción de personal, el servicio médico consolidó todos los almacenes de intendencia en las áreas de Ciudad del Cabo y Bloemfontein, trasladó su centro de capacitación de Potchefstroom a Pretoria, cerró varios depósitos de suministros médicos, consolidó centros y sistemas informáticos, racionalizó los procedimientos para la adquisición de medicamentos y equipos médicos, suspendió los cursos de técnicas de supervivencia y redujo las enfermerías y clínicas médicas militares que prestaban servicios a otros servicios armados afectados por reducciones de personal. El servicio médico se incorporó a la Fuerza de Defensa Nacional de Sudáfrica, el 27 de abril de 1994, y pasó a llamarse Servicio de Salud Militar de Sudáfrica, el 1 de junio de 1998.

## Estructura y organización
El servicio médico incluye personal militar en servicio activo y empleados civiles del Departamento de Defensa. Además, el servicio médico emplea aproximadamente a 400 médicos. El cirujano general dirige el servicio médico, y tiene el rango de teniente general. El servicio médico tiene tres hospitales militares; en Pretoria, en Ciudad del Cabo y en Bloemfontein, también hay cuatro institutos especializados; el Instituto de Medicina Aeronáutica, el Instituto de Medicina Marítima, el Instituto Veterinario Militar, y el Instituto Psicológico Militar, juntas, estas unidades brindan atención médica integral al personal militar, así como a la policía y a los empleados de otros departamentos gubernamentales relacionados con la seguridad, y ocasionalmente, a países vecinos. El servicio médico, ofrece también amplios servicios veterinarios para los animales (principalmente caballos y perros) utilizados por los departamentos correccionales y los servicios de seguridad. El Instituto de Medicina Aeronáutica y el Instituto de Medicina Marítima, seleccionan a los candidatos a piloto de la fuerza aérea, y a los buzos y submarinistas de la Armada. Los servicios médicos del ejército también incluyen atención médica y dental general, y servicio de rehabilitación especializado. El servicio médico está organizado en comandos médicos regionales, correspondientes a los comandos regionales del Ejército, así como un Mando de logística médica, y un mando de formación médica. Los comandos regionales apoyan a las unidades militares, los hospitales de las bases militares y a las enfermerías de las unidades militares en su región. El comando de logística médica, es el responsable únicamente de la logística médica, ya que cada servicio proporciona su propio apoyo logístico. Además, el comando de formación médica supervisa la escuela de servicios médicos de Sudáfrica, la escuela de enfermería del Servicio de Salud Militar de Sudáfrica, y el centro de formación del Servicio de Salud Militar de Sudáfrica, así como los programas de formación de los hospitales militares. La facultad de enfermería de Pretoria otorga un diploma de enfermería de cuatro años en asociación con la Universidad de Sudáfrica, también se encuentran disponibles cursos de formación especializada para enfermeras y auxiliares de enfermería.